# Nabi Musa-oproer

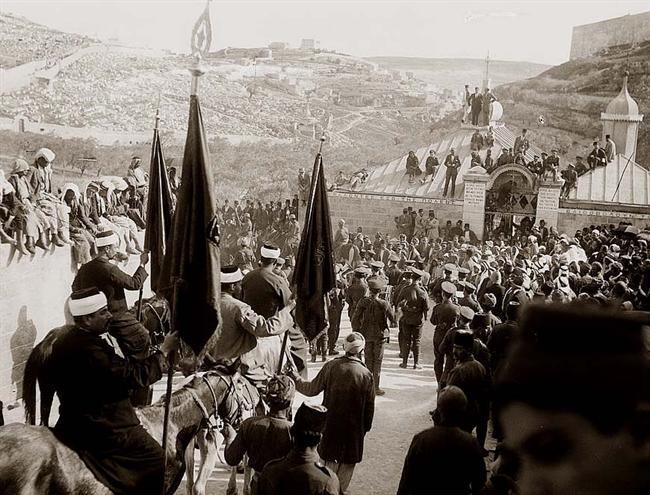
Processie ter ere van Nabi Musa (1920)

Het Nabi Musa-oproer vond plaats van 4 tot 7 april 1920 in het Mandaatgebied Palestina tijdens de zevendaagse islamitische feestelijkheden ter ere van de profeet Musa (Nabi Musa) in Jeruzalem. Het feest viel dat jaar samen met het het Joodse Pesach en het Paasfeest volgens de kalender van de Oosters-orthodoxe Kerk. 

## Verloop

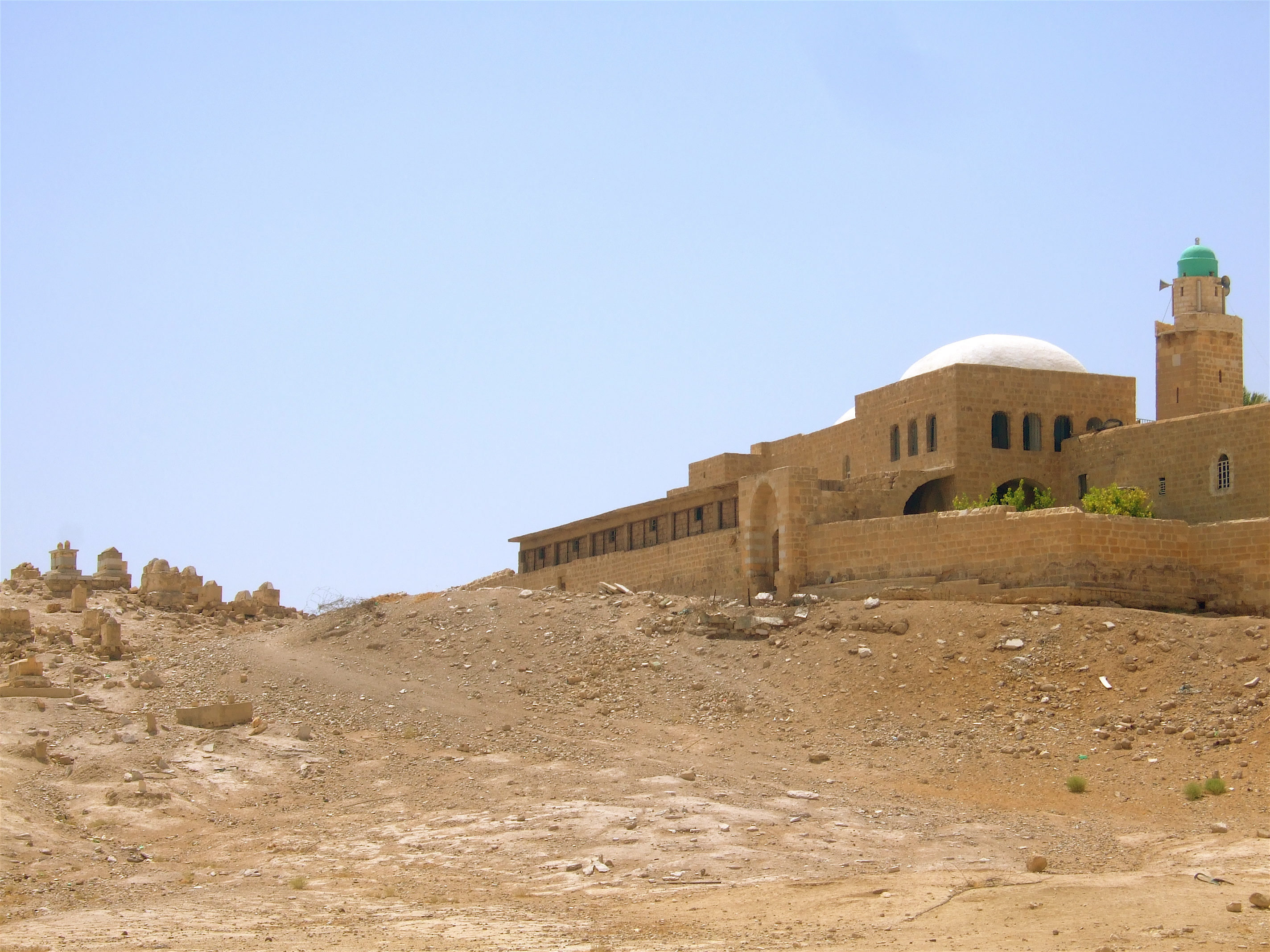
Nabi Musa, Jeruzalem-Jericho

Het islamitische Nabi Musa-feest wordt jaarlijks in Palestina gevierd in Jeruzalem. Naar deze festiviteiten kwamen altijd veel moslims uit de omringende gebieden, terwijl er dit jaar vanwege het Paasfeest ook een groot aantal christelijke pelgrims naar Jeruzalem trok. Ook het Joodse Pesach viel dit jaar samen met het Nabi Musafeest. Ter ere van het Nabi Musa werd gewoonlijk een grote processie gehouden van de Oude stad Jeruzalem naar het graf van Musa door stammen en karavanen met vaandels en wapens. Daarbij hielden notabelen gewoonlijk redevoeringen. In 1920 waren deze ook gericht tegen de Joodse zionistische immigratie. waarmee ze uiting gaven aan de woede die onder het Arabische deel van de bevolking leefde over de beslissing van de Britse regering om de zionistische claims op Palestina te erkennen en te steunen. 
De stoet stopte bij de Jaffapoort, waar Aref al-Aref, redacteur van de krant al-Suriyya al-Janubiyya (Zuidelijk Syrië), de menigte opriep tot het gebruik van geweld tegen de Joden, wat vanuit de menigte beantwoord werd met Nashrab dam al Yahud (we zullen het bloed van de Joden drinken). Ook Musa Kazim al-Hoesseini, burgemeester van Jeruzalem, sprak de menigte toe, waarop gereageerd werd met het roepen van: "Palestina is ons land! De Joden zijn onze honden!"
Op zondag 4 april was de gangbare route door de Moslimwijk in de Oude stad naar de Haram al-Sharif door de politie verlegd langs de Joodse wijk.
De onlusten begonnen om half elf 's ochtends nabij de Jaffapoort. Volgens sommige getuigen zouden Joodse provocaties de aanleiding zijn geweest, terwijl anderen melding maken van provocateur aan Arabische zijde. Segev geeft aan dat de zelfverdedigingsgroepen van Ze'ev Jabotinski bij het uitbreken van de gewelddadigheden niet betrokken waren., terwijl in 'Urban Violence' staat geschreven dat Jabotinski van te voren dagelijks al zeshonderd troepen militair gedrild had en publiekelijk een pogrom voorspelde. De aanvallers waren bewapend met messen, knuppels en enkele vuurwapens. Het kwam tot moord, vandalisme, plunderingen en verkrachtingen. Er kwamen vijf Joden en vier Arabieren om. De illegale zionistische zelfverdedigingsgroepen probeerden de Joodse bevolking te beschermen, maar werden door de Britten niet toegelaten tot de Oude Stad. Joden die de Oude Stad probeerden te ontvluchten werden door de Britten eveneens tegengehouden.
Op 7 april kreeg het Britse leger de situatie weer onder controle. Vijf Joden waren omgekomen en 216 gewond, waarvan 18 in kritieke toestand. Aan Arabische zijde waren vier personen omgekomen, waaronder een klein kind dat getroffen werd door een afgeketste kogel; 23 Arabieren en 7 Britse soldaten waren gewond. Christelijke pelgrims waren ongemoeid gelaten.

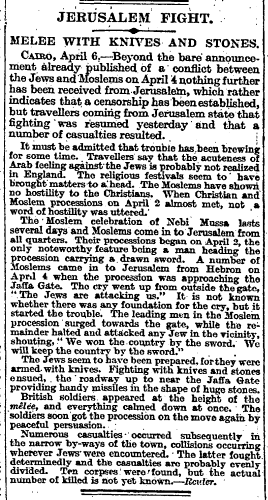
Verslag in The Times, 8 April 1920

## Een Nederlands ooggetuigenverslag
Een belangwekkend verslag van (een deel van) de gebeurtenissen komt van Jacob Israël de Haan, de Nederlands schrijver en journalist die op dat ogenblik al meer dan een jaar in Palestina is en in Jeruzalem woont. Neutraal is hij niet, op dat moment nog een overtuigd zionist - maar toch iemand die ook oog heeft voor de Arabische kant van de zaak (hij zal zich om die reden uiteindelijk van de zionistische zaak afwenden en vermoord worden door een zionist). 
Over de (paas)zondagmorgen schrijft hij: "Tien uur. Er wordt geweldig op de ijzeren deur geklopt. Een Joodsche vriend. Verwilderd, gehavend. Hij roept ‘Laat mij hier blijven. De Arabieren van Hebron hebben de stad overvallen. Ze slaan alle Joden dood.' " Dat corrigeert hij, zodra hij wat meer informatie heeft kunnen vergaren: er zijn meer dan honderd gewonden, maar geen doden. "Maar er zullen er sterven. Het is zóó gebeurd: de Arabieren van Hebron zijn gekomen om naar Nebi-Moussa te gaan. Aan den ingang van de stad zijn ze toegesproken door verschillende nationale leiders. Aref el Aref, over wien ik u vroeger reeds schreef, heeft ze tegen de Joden opgehitst. En de overval is begonnen. Winkels geplunderd. Gestoken. Geslagen. De Arabische politie-agenten hebben deels medegedaan, deels niets gedaan. Ze zullen ontslagen worden. Het heeft eenige uren geduurd vóór militaire hulp kwam... Niemand weet iets. Iedereen weet alles...Een wilde verwarring. En een groote bitterheid tegen de Engelsche Regeering...

Maandagochtend. Het is niet rustig in de stad geworden. En weder afgesloten. De jonge Joden bewaken de buitenbuurten tegen overval van de dorpen. In de stad mogen zij niet. Over ons wordt een huis bestormd. Arabieren hebben met steenen gegooid. En de Joden er tegenin. Op de balcons de menschen schreeuwend. Het golft voort tot de Poort van Jaffa. Een auto raast naar beneden. Militairen. Een kluit arrestanten jaagt voorbij. Arabieren en Joden. Het leege huis wordt voor alle zekerheid onder mitrailleurvuur gezet.'s Middags wordt de staat van beleg afgekondigd. Niemand zonder pas stad in of stad uit. Na zessen niemand meer op straat"... 

Dinsdag "worden in de Hebronstraat bij vergissing twee oude Joodsche mannen door Indische soldaten doodgeschoten." 

(woensdag:) "Ook dezen derden dag zijn weder gewonden gebracht. Verbonden en naar het Hadassah-hospitaal. Joodsche vrouwen zijn onteerd. Geplunderd. Gebrand. Een Leerschool is in brand gestoken. De Heilige Wetsrollen zijn verscheurd.Te Jeruzalem. Op het Feest onzer Bevrijding. Twee en een half jaar na de Balfour-declaratie."
De Haan vertelt hoe hij zich naar de Klaagmuur waagt - een gevaarlijke tocht en hij ontmoet er veel vijandigheid, maar geen geweld. Aan de Muur is geen mens, ondanks de heilige dagen. 

Terug naar huis. "Ik hoor, dat wij zes dooden hebben. Eén is een Jemenieten-jongetje van dertien jaar (het gaat over Jemenitische Joden). De twee anderen zijn hier gekomen uit liefde voor het Land. Er zijn tweehonderd gewonden. De begrafenis zal zijn des avonds na zes uur, opdat niemand er bij zal kunnen zijn...

Van de huisgenooten komt niemand. Den volgenden dag hooren, dat zij gearresteerd zijn."

Na de feesten en de staat van beleg: "De couranten zijn verschenen. Maar weder onder censuur. Witte plekken. Toch genoeg over, om te laten zien, dat onze schrijvers (dH heeft het over de Joodse kranten) niet zoo heel ingenomen zijn met de maatregelen van de Regeering. Eerst te lang gedraald. Toen niet flink aangepakt. Bij wie de schuld ligt, is duidelijk. Geen enkele Arabische winkel is geplunderd. Waar zijn de onteerde Arabische vrouwen? En toch behandelt de Regeering de Arabische plunderaars en de Joodsche geplunderden als twee gelijke partijen, tusschen wie zij nu eens kalm en rechtvaardig berechten kan." Conclusie: "Feest der bevrijding, pogrom te Jeruzalem". 

## Gevolgen
De Britse militaire gouverneur Ronald Storrs kreeg scherpe kritiek te verwerken omdat hij voor het handhaven van de orde nauwelijks troepen in gereedheid had gebracht, terwijl het Nabi Musa-feest ook ten tijde van het Ottomaanse Rijk regelmatig tot onlusten had geleid, en hij van tevoren van Joodse zijde al gewaarschuwd was voor dreigende onlusten.
De Britten veroordeelden meer dan 200, meest Arabische, personen tot gevangenisstraffen. Amin al-Hoesseini (de latere moefti van Jeruzalem) en Aref al-Aref (de journalist en latere burgemeester van Oost-Jeruzalem) werden beiden tot 10 jaar veroordeeld wegens opruiing en medeverantwoordelijkheid, maar ontvluchtten Palestina. Ze'ev Jabotinski werd gearresteerd en werd veroordeeld tot 15 jaar dwangarbeid vanwege verboden wapenbezit. Nadat hij drie maanden in de gevangenis van Akka had doorgebracht kregen de Joodse en Arabische betrokkenen bij de onlusten gratie van de Britse Hoge Commissaris Herbert Samuel, als geste bij het begin van zijn werkzaamheden. Burgemeester Musa al-Hoesseini werd afgezet en vervangen door een lid van de Nashashibi-familie.

## Rapport Commissie-Palin
Na de onlusten werd er in Londen een onderzoekscommissie ingesteld, onder leiding van Philip Palin. Daaruit concludeerde hij dat "The Nebi Musa riots that broke out in April 1920 epitomized a major change in urban and national politics, and were instrumental to the introduction of organized violence as a means of reaching political goals". Naar aanleiding van de uitkomsten van dit onderzoek (met als conclusie: herzie de politiek aangaande Palestina en de Balfour-verklaring) besloten de Britten om in het mandaatgebied het militaire bestuur te vervangen door een civiel bestuur. Herbert Samuel werd de eerste Hoge Commissaris voor het mandaatgebied.